# Comté de Brule
Pour les articles homonymes, voir Brule.
Le comté de Brule est un comté situé dans l'État du Dakota du Sud, aux États-Unis. En 2010, sa population est de 5 255 habitants. Son siège est Chamberlain.

## Histoire
Créé en 1875, le comté doit son nom à la tribu des Brûlés, des sioux ainsi nommé par des marchands français après une bataille où ils furent piégés par les flammes.

## Villes du comté
- Cities : 
  - Chamberlain (county seat)
  - Kimball

- Town :
  - Pukwana

- Census-designated places :
  - Bijou Hills
  - Ola

## Démographie
Selon l'American Community Survey, en 2010, 95,66 % de la population âgée de plus de 5 ans déclare parler l'anglais à la maison, 1,99 % dakota, 1,66 l'allemand et 0,69 % une autre langue.
| 1880 | 1890  | 1900  | 1910  | 1920  | 1930  |
| ---- | ----- | ----- | ----- | ----- | ----- |
| 238  | 6 737 | 5 401 | 6 451 | 7 141 | 7 416 |

| 1940  | 1950  | 1960  | 1970  | 1980  | 1990  |
| ----- | ----- | ----- | ----- | ----- | ----- |
| 6 195 | 6 076 | 6 319 | 5 870 | 5 245 | 5 485 |

| 2000  | 2010  | - | - | - | - |
| ----- | ----- | - | - | - | - |
| 5 364 | 5 255 | - | - | - | - |